# Karang
Karang (indonez. Gunung Karang) – wygasły wulkan w zachodniej części Jawy w Indonezji; zaliczany do stratowulkanów.
Wysokość 1778 m n.p.m. Posiada dwa kratery, w których obserwuje się fumarole, ale nie zanotowano żadnych erupcji. Zbocza porośnięte lasami.
Na północ od wulkanu Karang leży miasto Serang.